# Calcio agli Island Games 2013
Il torneo di calcio degli Island Games 2013 è stata la tredicesima edizione del torneo. Si è svolto dal 14 al 18 luglio 2013 sulle Isole Bermuda.
Il torneo maschile ha visto la partecipazione di 4 squadre ed è stato vinto dalla selezione di Bermuda, quello femminile di 3 squadre e si è affermata la selezione femminile sempre di Bermuda. Gli incontri si sono disputati presso il Bermuda National Stadium e la Bermuda Athletics Association di Hamilton.

## Eventi

### Medagliere
| Posiz. | Nazione        | Oro | Argento | Bronzo | Totale |
| ------ | -------------- | --- | ------- | ------ | ------ |
| 1      | Bermuda        | 2   | 0       | 0      | 2      |
| 2      | Groenlandia    | 0   | 2       | 0      | 2      |
| 3      | Hitra          | 0   | 0       | 1      | 1      |
| 3      | Isole Falkland | 0   | 0       | 1      | 1      |
| Totale | Totale         | 2   | 2       | 2      | 6      |

### Uomini
| Evento                     | Oro     | Argento     | Bronzo         |
| Calcio maschile (dettagli) | Bermuda | Groenlandia | Isole Falkland |

### Donne
| Evento                      | Oro     | Argento     | Bronzo |
| Calcio femminile (dettagli) | Bermuda | Groenlandia | Hitra  |